# Demo (hudba)
Demo verze či zjednodušeně demo (zkratka pro anglické slovo "demonstration", předvedení) je nahrávka pořízená pro soukromé účely nebo pro předvedení hudebním producentům, hudebnímu vydavatelství či jiným umělcům, která není určená pro veřejnou publikaci.
Demo verze nahrávek bývají často nahrány s minimálním počtem hudebních nástrojů, např. jen zpěv s kytarou či pianem.

## Slavné demo nahrávky
- Agalloch, From Which of This Oak
- Behemoth, Endless Damnation
- Blink-182, Flyswatter
- Oasis, Live Demonstration
- Christina Aguilera, Just Be Free
- Dead Kennedys, 1978 demíčka
- Jimi Hendrix, "The Wind Cries Mary" píseň z Are You Experienced alba
- Orlík, Demo Nulka